# Tobias Birgersson
Tobias Birgersson, född 11 mars 1988 i Tidan, är en svensk fotbollstränare.
Birgersson är utbildad fotbollstränare på Högskolan Dalarna och har varit verksam som ungdomstränare i Gefle IF och som huvudtränare för Strömsbergs IF (division 2). Säsongen 2019–2020 var han assisterande tränare i IK Uppsala Fotboll (Damallsvenskan). Inför säsongen 2021 anställdes Birgersson som manager för Bollstanäs SK och ersattes av Håkan Pontén.
Inför säsongen 2022 anställdes han som assisterande tränare i IF Elfsborgs P19, men lämnade detta i augusti 2022 för att bli sportchef i Bergdalens IK. Hösten 2022 inleddes med turbulens kring tränarsysslan för damlaget, där den dåvarande tränaren Linnea Liljegärd fick lämna sitt uppdrag. Tobias Birgersson tillsattes som tillfällig tränare för återstående del av säsongen. Spelargruppen ville inte spela med Birgersson som tränare, och Liljegärd återanställdes därför i den rollen den 19 september 2022. Dagen därpå  lämnade Birgersson sin roll som sportchef i Bergdalens IK.

## Tränarkarriär
- Ungdomstränare Gefle IF 2015–2016 [12]
- Huvudansvarig tränare Strömsbergs IF 2017–2018
- Assisterande tränare IK Uppsala Fotboll 2019–2020
- Manager Bollstanäs SK 2021
- Assisterande tränare IF Elfsborg P19 2022
- Sportchef Bergdalens IK 2022